# Kasan Ansat-2RZ
Der Kasan Ansat-2RZ (russisch Казанский Ансат-2РЦ) ist ein leichter Kampfhubschrauber des russischen Herstellers Kasaner Hubschrauberfabrik, der auf dem Kasan Ansat basiert.
Der Ansat-2RZ kann zur Aufklärung sowie zur Unterstützung von Feldartillerie durch Bestimmung von Zielkoordinaten verwendet werden. Auch kann er Bodenkräfte mit seiner Feuerkraft unterstützen. Das Konzept ähnelt dem US-amerikanischen bewaffneten Aufklärungshubschrauber OH-58D Kiowa Warrior. Zuvor gab es für diese Rolle keine spezialisierten russischen Hubschrauber.

## Geschichte
Die Entwicklung des Hubschraubers begann 1997 als Aufklärungshubschrauber auf Basis des zivilen Kasan Ansat, mit dem er 90 % der Baugruppen gemein hat. Ein Mock-up wurde Anfang 2005 unter der Bezeichnung Ansat-2 vorgestellt. Der Erstflug fand am 29. Juli 2005 in Kasan statt. Kurz darauf wurde der Ansat-2 auf der russischen Luftfahrtmesse MAKS ausgestellt. Ein Demonstrator des überarbeiteten und nun Ansat-2RZ genannten Helikopters wurde erstmals 2007 gezeigt.
Bis 2020 sollten 30 dieser leichten Kampfhubschrauber an die russischen Luftstreitkräfte geliefert werden.

## Konstruktion
Die Auslegung des Ansat-2RZ mit Vierblatt-Hauptrotor und Heckrotor entspricht der eines konventionellen Kampfhubschraubers mit einem vorn sitzendem Bordschützen und dem Piloten erhöht dahinter. Daran anschließend befindet sich ein durch eine Tür in der linken Seite zugänglicher Laderaum für Nutzlast, respektive einer oder zwei Personen; über eine solche Möglichkeit für Rettungsmissionen verfügt auch der russische Typ Mil Mi-28. Der Hubschrauber ist mit optischen und Infrarot-Sensoren ausgestattet. Diese Sensoren können bei Tag / Nacht und ungünstigen Wetterbedingungen mit eingeschränkter Sicht arbeiten. Der Helikopter ist mit dem russischen elektrooptischen TOES-521 mit Wärmebildkamera und Laser-Entfernungsmesser ausgestattet und kann laut Herstellerangaben an vier Pylonen unter Stummelflügeln bis zu 1300 kg Waffen tragen, zusätzlich zu einem festen 12,7-mm-Maschinengewehr Kord an der rechten Seite. Der Ansat-2RZ hat ein automatisches Selbstverteidigungssystem mit vier UW-26-Täuschkörperwerfern an beiden Seiten des Rumpfes mit je 32 26,6-mm-Hitzefackel-Täuschkörpern und einem Infrarot-Störstrahler (IRCM) L-166W-1AE Ispanka aus dem Sagorskier optischen und mechanischen Werk (SOMS) zwischen den Triebwerksauslässen.
Der Ansat-2RZ wird von zwei Turbowellentriebwerken Pratt & Whitney Canada PW207K mit jeweils 463 kW angetrieben. Als Alternativen sind WK-800W von Klimow in St. Petersburg und TW-500AE von Salut in Moskau möglich.

## Technische Daten
| Kenngröße             | Daten |
| --------------------- | --- |
| Besatzung             | 1–2 |
| Passagiere            | max. 9 |
| Länge                 | 13,54 m |
| Hauptrotordurchmesser | 11,50 m |
| Höhe                  | 3,56 m |
| Nutzlast              | 1300 kg |
| Leermasse             | ~1900 kg |
| max. Startmasse       | 3300 kg |
| Marschgeschwindigkeit | 250 km/h |
| Höchstgeschwindigkeit | 285 km/h |
| Dienstgipfelhöhe      | 5700 m |
| Reichweite            | 635 km |
| max. Flugdauer        | 3 h |
| Triebwerke            | 2 × Pratt & Whitney Canada PW207K; je 463 kW                                                                                |
| Bewaffnung            | 1 × MG Kord, 12,7 mm; ungelenkte Panzerabwehrraketen S-8 (sieben je Startbehälter B8V7); Flugabwehrraketen Igla-S/W; Bomben |